# Polina Guryeva
Polina Guryeva   (Aşgabat, Turkmenistan, 5 d'octubre de 1999) és una aixecadora de peses turcmana que competeix en la categoria de -76 Kg. Ha participat en 1 Olimpíada, guanyant la medalla de plata en els Jocs Olímpics de Tòquio 2020, en la categoria de -59Kg. Fou la primera medalla olímpica en representació de Turkmenistan en la història dels Jocs. El país asiàtic participa en les Olimpíades des de 1996, després de la seva independència de la Unió Soviètica. Per aquesta gesta, va ser guardonada amb el títol de Master d'Honor de l'Esport de Turkmenistan i encara va rebre per part de l'estat un cotxe de luxe, un apartament de 3 habitacions i 50.000 dòlars.
Tot i que el 2023 va ser mare per primera vegada, va competir en el Campionat del Món celebrat a Riad en la categoria de -76Kg, aixecant un total de 178Kg i quedant en la 20a posició.

## Trajectòria professional
| Jocs Olímpics     | Jocs Olímpics | Jocs Olímpics | Jocs Olímpics |
| Any               | Seu           | Posició       | Categoria     |
| ----------------- | ------------- | ------------- | ------------- |
| 2020              | Tòquio        | 2             | -59 Kg        |
| Campionat del Món |               |               |               |
| 2021              | Taixkent      | DNF           | -59 Kg        |
| 2023              | Riad          | 20a posició   | -76 Kg        |
| Campionat d'Àsia  |               |               |               |
| 2020              | Taixkent      | 4a posició    | -59 Kg        |
| 2023              | Jinju         | 7a posició    | -76 Kg        |